# Libcentro 2015
La Temporada 2015 de la Libcentro fue la 10.ª edición de esta competición para clubes de básquetbol de Chile ubicados entre las regiones de Valparaíso y del Biobío. 
El torneo comenzó con la fase regular, en donde los equipos jugaron todos contra todos en partidos de ida y vuelta divididos en dos grupos por zona geográfica. Los mejores cuatro clasificados de cada grupo se agruparon en cuatro llaves al mejor de tres partidos. Los ganadores disputaron el cuadrangular final que se disputó en la ciudad de San Fernando.
El campeón del torneo fue Tinguiririca, que ganó de forma invicta el cuadrangular final, para así alcanzar su primer torneo de la Libcentro. A su vez, Tinguiririca y el subcampeón Colo-Colo clasificaron a la Copa Chile con los mejores de la Liga Saesa.
El cupo deportivo en juego de la Libcentro para la Liga Nacional de Básquetbol, para los equipos no clasificados previamente, se decidió en un repechaje que ganó Municipal Puente Alto.

## Equipos participantes
| Equipo                    | Ciudad       | Gimnasio                  |
| ------------------------- | ------------ | ------------------------- |
| Boston College            | Santiago     | Boston College            |
| Colo-Colo                 | Santiago     | Boston College            |
| Deportivo Alemán          | Concepción   | Polideportivo Alemán      |
| Español de Talca          | Talca        | Cendyr Sur                |
| Liceo Curicó              | Curicó       | Abraham Milad             |
| Los Leones de Quilpué     | Quilpué      | Colegio Los Leones        |
| Municipal Puente Alto     | Santiago     | Municipal Irene Velásquez |
| Municipal Quilicura       | Santiago     | Municipal de Quilicura    |
| Municipal Santiago        | Santiago     | Boston College            |
| Sagrados Corazones        | Viña del Mar | Arlegui                   |
| Sportiva Italiana         | Valparaíso   | Fortín Prat               |
| Tinguiririca              | San Fernando | Hermanos Maristas         |
| Universidad Católica      | Santiago     | Estadio Palestino         |
| Universidad de Concepción | Concepción   | Casa del Deporte          |

## Fase regular

### Zona Centro Norte
| Pos | Equipo                | Pts | J  | G  | P  | P.F. | P.C. | +/-  | Clasificación                  |
| --- | --------------------- | --- | -- | -- | -- | ---- | ---- | ---- | ------------------------------ |
| 1   | Colo-Colo             | 24  | 12 | 12 | 0  | 986  | 804  | +182 | Clasificados para los Playoffs |
| 2   | Los Leones de Quilpué | 21  | 12 | 9  | 3  | 1015 | 858  | +157 | Clasificados para los Playoffs |
| 3   | Municipal Puente Alto | 21  | 12 | 9  | 3  | 971  | 925  | +46  | Clasificados para los Playoffs |
| 4   | Universidad Católica  | 18  | 12 | 6  | 6  | 863  | 845  | +18  | Clasificados para los Playoffs |
| 5   | Sportiva Italiana     | 15  | 12 | 3  | 9  | 792  | 912  | -120 |                                |
| 6   | Boston College        | 13  | 12 | 1  | 11 | 764  | 902  | -138 |                                |
| 7   | Sagrados Corazones    | 13  | 12 | 2  | 10 | 744  | 889  | -145 |                                |

Se le descontaron 2 puntos a Sagrados Corazones.

### Zona Centro Sur
| Pos | Equipo                    | Pts | J  | G  | P  | P.F. | P.C. | +/-  | Clasificación                  |
| --- | ------------------------- | --- | -- | -- | -- | ---- | ---- | ---- | ------------------------------ |
| 1   | Universidad de Concepción | 23  | 12 | 11 | 1  | 1055 | 745  | +310 | Clasificados para los Playoffs |
| 2   | Tinguiririca              | 21  | 12 | 9  | 3  | 1030 | 884  | +146 | Clasificados para los Playoffs |
| 3   | Español de Talca          | 21  | 12 | 9  | 3  | 963  | 892  | +71  | Clasificados para los Playoffs |
| 4   | Liceo Curicó              | 17  | 12 | 5  | 7  | 875  | 894  | -19  | Clasificados para los Playoffs |
| 5   | Deportivo Alemán          | 16  | 12 | 4  | 8  | 860  | 916  | -56  |                                |
| 6   | Municipal Quilicura       | 15  | 12 | 3  | 9  | 761  | 1027 | -266 |                                |
| 7   | Municipal Santiago        | 13  | 12 | 1  | 11 | 743  | 926  | -186 |                                |

## Playoffs
|  | Pareja A |              |   |  |
|  |          |              |   |  |
|  | 1        | Colo-Colo    | 2 |  |
|  | 1        | Colo-Colo    | 2 |  |
|  | 8        | Liceo Curicó | 0 |  |
|  | 8        | Liceo Curicó | 0 |  |

|  | Pareja B |                       |   |  |
|  |          |                       |   |  |
|  | 3        | Los Leones de Quilpué | 1 |  |
|  | 3        | Los Leones de Quilpué | 1 |  |
|  | 6        | Español de Talca      | 2 |  |
|  | 6        | Español de Talca      | 2 |  |

|  | Pareja C |                       |   |  |
|  |          |                       |   |  |
|  | 4        | Tinguiririca          | 2 |  |
|  | 4        | Tinguiririca          | 2 |  |
|  | 5        | Municipal Puente Alto | 1 |  |
|  | 5        | Municipal Puente Alto | 1 |  |

|  | Pareja D |                      |   |  |
|  |          |                      |   |  |
|  | 2        | U. de Concepción     | 2 |  |
|  | 2        | U. de Concepción     | 2 |  |
|  | 7        | Universidad Católica | 0 |  |
|  | 7        | Universidad Católica | 0 |  |

## Cuadrangular final
| Pos | Equipo                    | Pts | J | G | P | P.F. | P.C. | +/- | Clasificación                     |
| --- | ------------------------- | --- | - | - | - | ---- | ---- | --- | --------------------------------- |
| 1   | Tinguiririca              | 6   | 3 | 3 | 0 | 276  | 228  | +48 | Campeón. Clasificado a Copa Chile |
| 2   | Colo-Colo                 | 5   | 3 | 2 | 1 | 248  | 255  | -7  | Clasificado a Copa Chile          |
| 3   | Universidad de Concepción | 4   | 3 | 1 | 2 | 241  | 254  | -13 |                                   |
| 4   | Español de Talca          | 3   | 3 | 0 | 3 | 227  | 255  | -28 |                                   |

## Cupo deportivo de la LNB
|  | Playoff cupo LNB 2015-16 |                       |   |  |
|  |                          |                       |   |  |
|  | 1                        | Municipal Puente Alto | 2 |  |
|  | 1                        | Municipal Puente Alto | 2 |  |
|  | 2                        | Liceo Curicó          | 0 |  |
|  | 2                        | Liceo Curicó          | 0 |  |

Municipal Puente Alto clasificó a la Liga Nacional de Básquetbol 2015-16.